# Mulkwitz
Mulkwitz (Oppersorbisch: Mulkecy) is een plaats in de Duitse gemeente Schleife, deelstaat Saksen, en telt 265 inwoners (2006).

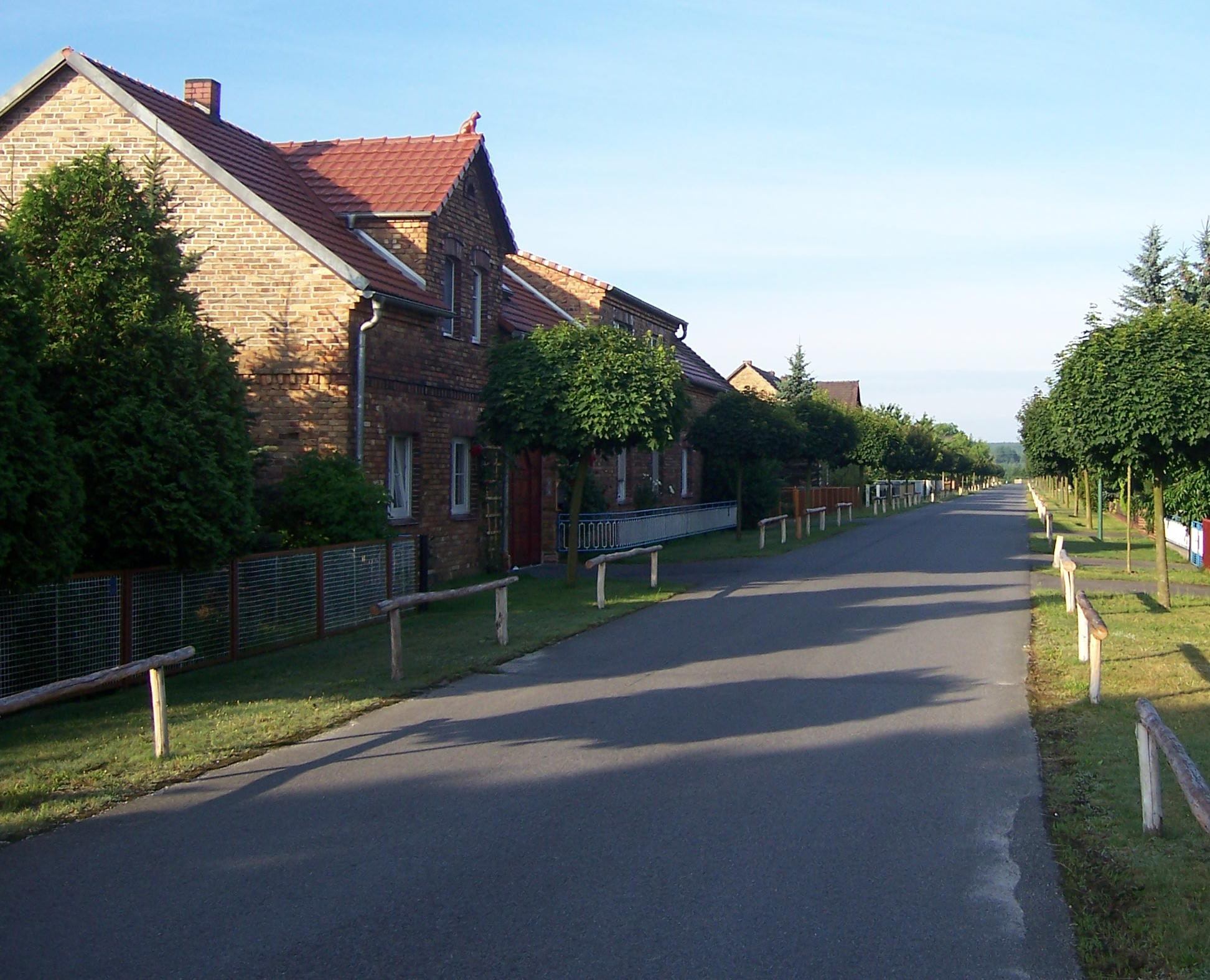
Dorpsstraat
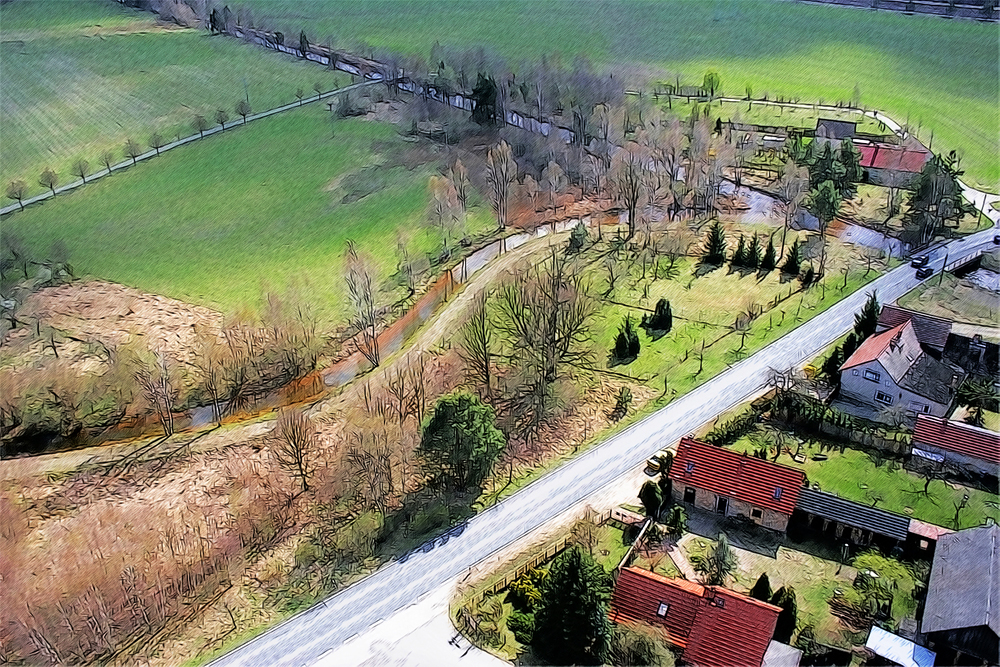
Mulkwitz